# Dezember 1988
Portal Geschichte | Portal Biografien | Aktuelle Ereignisse | Jahreskalender | Tagesartikel

◄ |
19. Jahrhundert |
20. Jahrhundert
| 21. Jahrhundert

◄ |
1950er |
1960er |
1970er |
1980er
| 1990er | 2000er | 2010er | ►

◄ |
1984 |
1985 |
1986 |
1987 |
1988
| 1989 | 1990 | 1991 | 1992 | ►

◄ |
September 1988 |
Oktober 1988 |
November 1988 |
Dezember 1988 |
Januar 1989 |
Februar 1989 |
März 1989 |
►
Dieser Artikel behandelt aktuelle Nachrichten und Ereignisse im Dezember 1988.

## Tagesgeschehen

### Donnerstag, 1. Dezember 1988

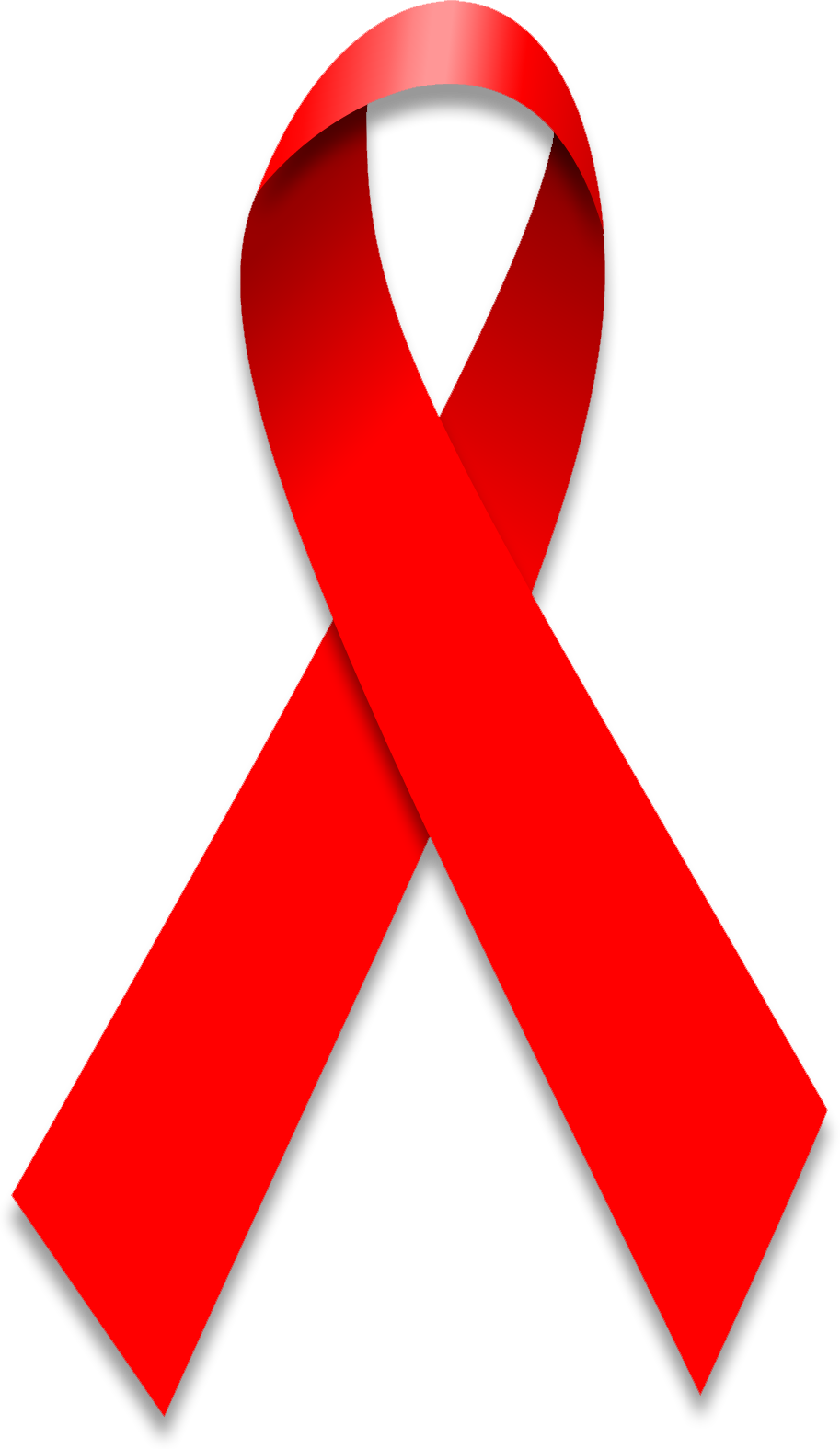
Aids-Schleife

- Ankara/Türkei: Mit seinem Veto erhält Präsident Kenan Evren das Verbot, an türkischen Universitäten Kopftücher zu tragen, aufrecht. Die Kopftücher seien ein religiöses Symbol und das Anlegen dieser sei nicht mit dem verfassungsgemäßen Prinzip des „laizistischen Staats“ vereinbar.[1]
- Genf/Schweiz: Der von der Weltgesundheitsorganisation ausgerufene Welt-Aids-Tag wird erstmals begangen.[2]

### Sonntag, 4. Dezember 1988
- Bern/Schweiz: Die Teilnehmer an der heutigen Volksabstimmung verwehren der Volksinitiative gegen Bodenspekulation als auch jener für die Herabsetzung der Arbeitszeit sowie jener, die eine Begrenzung der Einwanderung fordert, jeweils ihre mehrheitliche Zustimmung.[3]
- Mainz/Deutschland: Der Fernsehsender ZDF startet die Ausstrahlung der Kinder-TV-Serie Siebenstein.[4]

### Mittwoch, 7. Dezember 1988

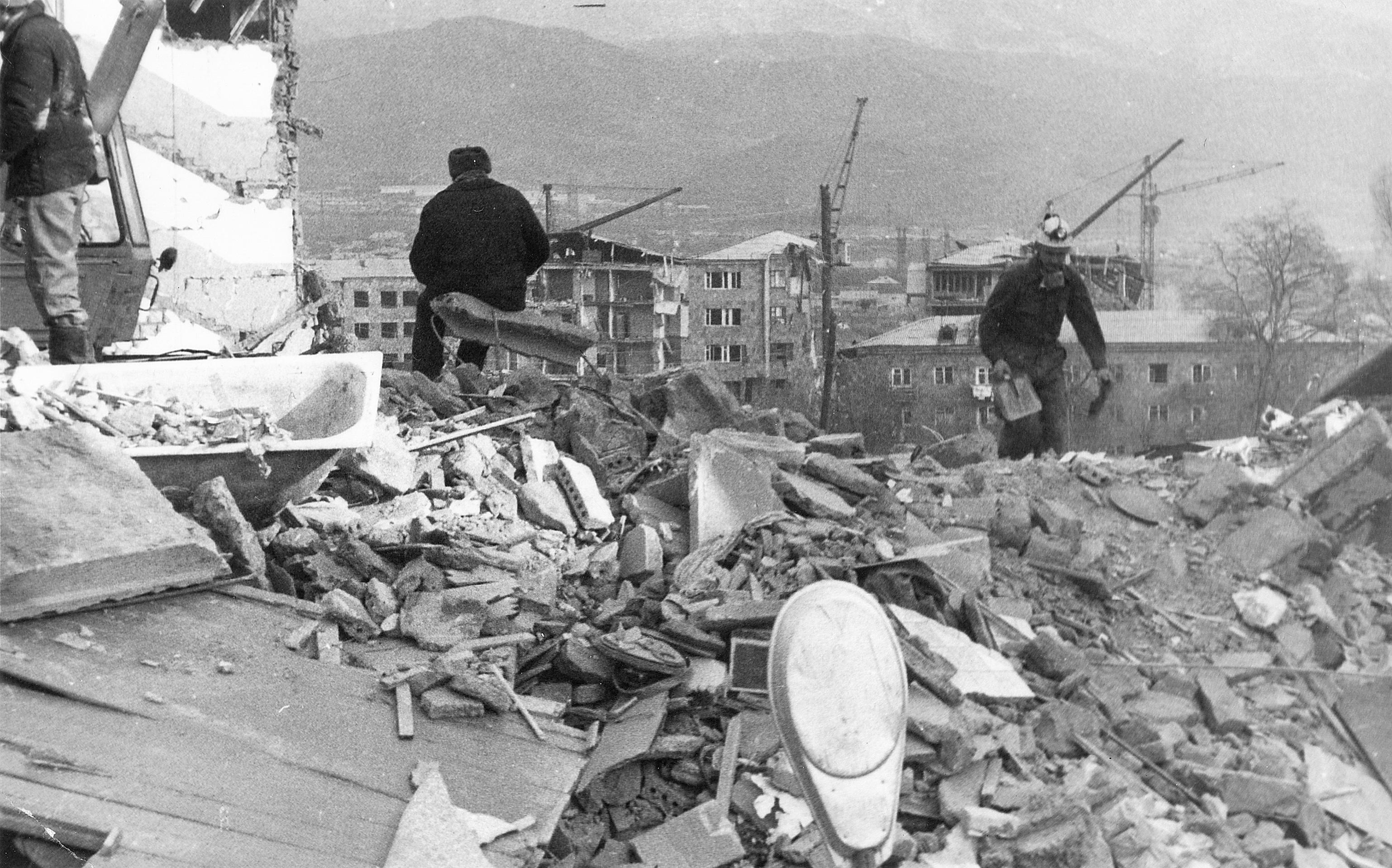
Zerstörung in Spitak

- New York/Vereinigte Staaten: In seiner Rede vor der Generalversammlung der Vereinten Nationen fordert Michail Gorbatschow als De-facto-Staatsoberhaupt der Sowjetunion das Ende des so genannten „Kalten Kriegs“ und bietet an, die Stärke der Roten Armee um 500.000 Soldaten zu verringern. Anschließend trifft er sich zum Mittagessen mit US-Präsident Ronald Reagan und dem designierten neuen US-Präsidenten George Bush.[5]
- Spitak/Sowjetunion: Im Norden der Armenischen SSR ereignet sich das weltweit folgenschwerste Erdbeben seit dem Erdbeben nahe der iranischen Stadt Tabas im Jahr 1978. Die Stadt Spitak ist nahezu vollständig zerstört. Die Zahl der Todesopfer liegt jenseits der 20.000 und etwa 500.000 Menschen macht das Beben der Stärke 7,0 MS obdachlos.[6]

### Donnerstag, 8. Dezember 1988
- Mainz/Deutschland: Der Landtag von Rheinland-Pfalz wählt Carl-Ludwig Wagner (CDU) zum neuen Ministerpräsidenten. Dessen Vorgänger Bernhard Vogel (CDU) trat im November zurück, weil er nicht mehr den gewünschten Rückhalt durch den Landesverband erhielt.[7]

### Freitag, 9. Dezember 1988
- Bern/Schweiz: Bundesrätin Elisabeth Kopp (FDP) gibt zu, dass sie ihren Ehemann Hans W. im Oktober gesetzeswidrig über den Geldwäscherei-Verdacht der Bundesanwaltschaft gegen die Shakarchi Trading AG informierte, deren Vizepräsident Hans W. Kopp zu diesem Zeitpunkt war.[8]

### Samstag, 10. Dezember 1988

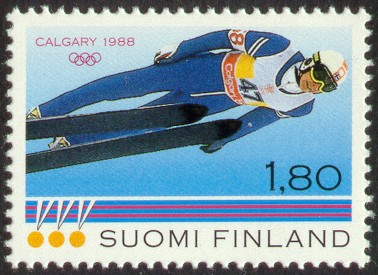
Konventioneller „Fisch-Stil“, hier Matti Nykänen

- Lake Placid/Vereinigte Staaten: Die neue Technik „Frosch-Stil“ im Skispringen erlebt ihren Durchbruch, als der Schwede Jan Boklöv mit dieser an Stelle der von den Wertungsrichtern gewünschten Technik „Fisch-Stil“ erstmals einen Weltcup-Wettbewerb gewinnt. Boklöv ist Erfinder des Frosch-Stils, der auch „V-Stil“ genannt wird, und wendet ihn trotz Punktabzügen konsequent an.[9]

### Sonntag, 11. Dezember 1988

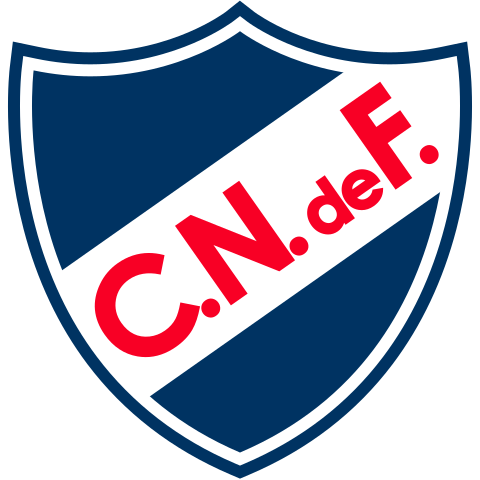
Logo des Clubs Nacional de Football aus Uruguay

- Kourou/Französisch-Guayana: Eine Trägerrakete vom Typ Ariane 4 bringt den Rundfunksatelliten Astra 1A der luxemburgischen Holding SES-Astra in den Orbit der Erde. Er soll der Übertragung neuer Fernsehsender v. a. aus dem Vereinigten Königreich und Skandinavien dienen. Programme in deutscher Sprache sind vorläufig nicht geplant.[10]
- Tokio/Japan: Der Club Nacional de Football aus Montevideo gewinnt das Spiel um den Fußball-Weltpokal für Vereinsmannschaften mit 7:6 im Elfmeterschießen gegen die PSV Eindhoven aus den Niederlanden. Der uruguayische Verein ist damit der zweite weltweit, der die Trophäe dreimal gewann.[11]

### Samstag, 17. Dezember 1988
- Berlin/Deutschland: Der Enkel des Physikers Otto Hahn, welcher heute vor 50 Jahren die erste beabsichtigte Kernspaltung der Geschichte herbeiführte, stiftet die Otto-Hahn-Friedensmedaille. Erster Preisträger ist der ehemalige italienische NS-Gegner und spätere Präsident der Italienischen Republik Sandro Pertini.[12]

### Sonntag, 18. Dezember 1988
- Göteborg/Schweden: Im Tennis gewinnt das vom Kroaten Nikola Pilić trainierte deutsche Davis-Cup-Team aus Boris Becker, Eric Jelen, Patrik Kühnen und Carl-Uwe Steeb gegen Schweden das Finale des 77. Wettbewerbs mit 4:1.[13]

### Montag, 19. Dezember 1988
- Hannover/Deutschland: Wegen der Affäre um die gescheiterte Privatisierung der niedersächsischen Spielbanken kommt es im Landtag zu einem Misstrauensvotum. Dabei entscheiden sich 79 Mandatsträger für den amtierenden CDU-Ministerpräsidenten Ernst Albrecht und 76 für Oppositionsführer Gerhard Schröder (SPD). Ernst Albrecht bleibt Regierungschef.[14]

### Dienstag, 20. Dezember 1988
- Bonn/Deutschland: Die Bundesregierung erlässt eine Pfandverordnung für Getränkeverpackungen aus Kunststoff, die als Einwegverpackungen in Verkehr gebracht werden. Die Verordnung wird in den Medien u. a. als „Lex Coca-Cola“ bezeichnet, da weggeworfene leere Coca-Cola-Behältnisse ein symptomatisches Beispiel für die Vermüllung von Natur und Siedlungsraum darstellen.[15][16]
- Vatikanstadt: Papst Johannes Paul II. ernennt den Vorsitzenden der Versammlung der römisch-katholischen Bischöfe der DDR und Bischof von Berlin Joachim Meisner zum neuen Erzbischof von Köln. Seine Entscheidung steht im Einklang mit dem Votum des Kölner Domkapitels, das Meisner bei zehn Enthaltungen mit sechs Ja-Stimmen wählte, nachdem sich der Papst bereits für diesen ausgesprochen hatte.[17]

### Mittwoch, 21. Dezember 1988

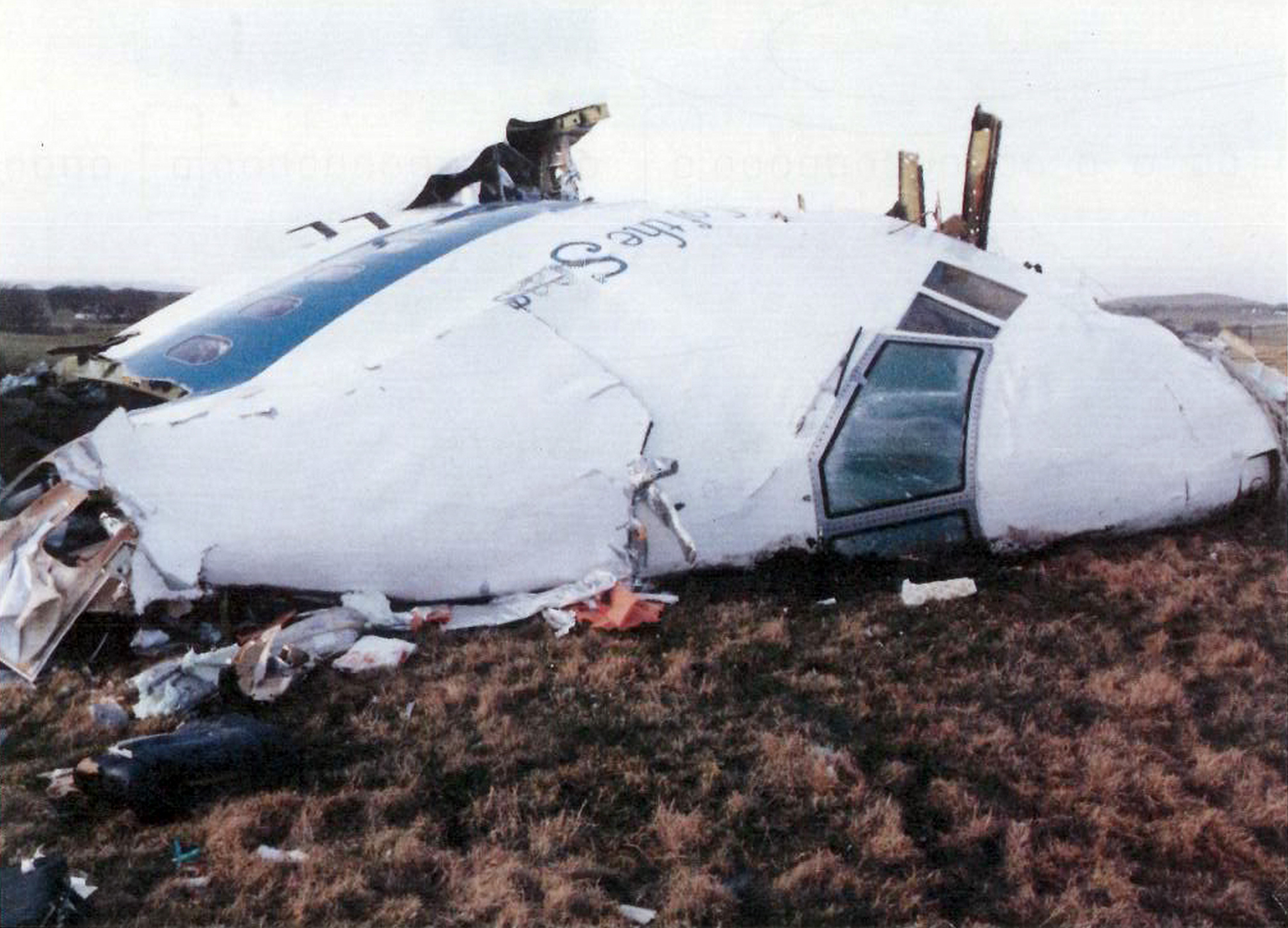
Boeing 747 der Pan American World Airways

- Lockerbie/Vereinigtes Königreich: Im Frachtraum eines Flugzeugs vom Typ Boeing 747-C-19 der Fluggesellschaft Pan American World Airways ereignet sich auf dem Weg von London nach New York in den Vereinigten Staaten beim Überflug von Nordengland eine Explosion. Das Flugzeug stürzt ab und einige Trümmerteile schlagen in bewohnten Gebieten der schottischen Gemeinde Lockerbie ein. Alle 259 Insassen der Maschine sterben. Am Boden kommen elf weitere Personen ums Leben.[18]

### Sonntag, 25. Dezember 1988

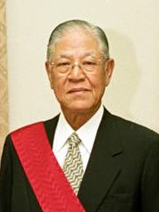
Lee teng-hui

- Taipeh/Taiwan: Zehn Mitglieder der oppositionellen Demokratischen Fortschrittspartei werden vor der Rede von Präsident Lee Teng-hui (Nationale Volkspartei Chinas) in der Nationalversammlung des Raums verwiesen, weil sie mit Transparenten die Freilassung von politischen Gefangenen sowie das Ende der so genannten „Periode der Kommunistischen Rebellion“ sowie eine Entschuldigung für das Massaker am 28. Februar 1947 einfordern wollten.[19]